# Горай Олексій Зигмундович
Олексі́й Зі́гмундович Гора́й (1979-2014) — лейтенант (посмертно), Міністерство внутрішніх справ України, учасник російсько-української війни.

## Життєпис
Народився 1979 року в місті Київ. Закінчив київську ЗОШ № 126. Випускник Київського політехнічного інституту, інженер комп'ютерних мереж.
Коли розпочався Майдан, пішов в Самооборону. В часі війни — доброволець, покинув високооплачувану роботу. Старший інспектор, батальйон патрульної служби міліції особливого призначення «Миротворець».
29 серпня 2014-го загинув під час виходу з Іловайського котла «зеленим коридором» під час обстрілу російськими десантниками біля села Горбатенко.
Тимчасово був похований місцевими мешканцями на сільському кладовищі — разом з бійцями батальйонів:
- «Миротворець»: Катрич В'ячеслав, Роман Набєгов, Максим Сухенко;
- «Херсон»: Олексій Вовченко;
- «Світязь» Віктор Шолуха.

15 вересня 2014-го тіло Олексія Горая було ексгумовано та привезено до Запоріжжя пошуковцями Місії «Експедиція-200» («Чорний тюльпан»).
Похований поруч із братом (помер 2002 року) 24 вересня 2014-го в селі Курне, Червоноармійський район.
Без сина лишились бвтьки.

## Нагороди і вшанування
За особисту мужність і героїзм, виявлені у захисті державного суверенітету та територіальної цілісності України, вірність військовій присязі під час російсько-української війни
- нагороджений орденом «За мужність» III ступеня (26.2.2015, посмертно).[2]
- медаль ВГО «Країна» «Доброволець АТО» (посмертно).
- Його портрет розміщений на меморіалі «Стіна пам'яті полеглих за Україну» у Києві: секція 3, ряд 10, місце 29
- Вшановується 29 серпня на щоденному ранковому церемоніалі вшанування українських захисників, які загинули цього дня у різні роки внаслідок російської збройної агресії[3]
- Іловайський Хрест (посмертно)
- Медаль «Честь. Слава. Держава.» (посмертно, розпорядження Київського міського голови від 27.03.2018 № 193)
- «Герой Киянин» (посмертно, наказ № 034 від 20.02.2016 від ГО «Київська міська спілка ветеранів АТО»)
- Відкрито меморіальну дошку його честі в київській школі № 126